# Dickey County
Dickey County är ett administrativt område i delstaten North Dakota, USA. År 2010 hade countyt  5 289 invånare. Den administrativa huvudorten (county seat) är Ellendale. 

## Geografi
Enligt United States Census Bureau så har countyt en total area på 2 957 km². 2 929 km² av den arean är land och 28 km² är vatten. 

### Angränsande countyn
- LaMoure County - nord
- Ransom County - nordöst
- Sargent County - öst
- Brown County, South Dakota - syd
- McPherson County, South Dakota - sydväst
- McIntosh County - väst